# BI Group
BI Group — крупнейший инвестиционно-строительный холдинг в Казахстане, в структуре которого 3 компании: BI Development, BI Construction & Engineering и BI Education. В состав холдинга также входят корпоративный университет и благотворительный фонд «BI-Жұлдызай».
Занимает 193-е место в рейтинге крупнейших строительных компаний мира ENR Top 250 Global Contractors. В рейтинге Forbes Kazakhstan «50 крупнейших частных компаний Республики Казахстан — 2019» BI Group занял шестую строчку с годовой выручкой 658,1 млрд тенге (по итогам 2023 года).
Штаб-квартира расположена в городе Астана.
Портфель заказов BI Group, как ведущего генерального подрядчика в Казахстане, в 2019 году включал: контракты на строительство социальных объектов — 48 %, автодорог и мостов — 18 %, контракты в сферах морского и нефтегазового строительства — по 10 %, инфраструктурных проектов — 9 %, ж/д путей — 5 %.

## История
1998 год — основана компания «АБК-Курылыс» — родоначальник строительного бизнеса BI Group;
2001 год — создание BI Group — головного предприятия;
2003 год — завершение строительства первых трех жилых объектов. Количество сотрудников компании превышает 1000 человек. Создание корпоративного благотворительного фонда для социализации детей с особыми потребностями «BI-Жұлдызай»;
2004 год — компания инвестирует в собственное производство стройматериалов. На базе предприятия создается «АБК-Пласт» — производство пластиковых окон с пятикамерным профилем и «АБК-Бетон» — производство бетона;
2005 год — наращивание производственных мощностей: BI Group ведет проектные и строительные работы на 17 объектах. Запускает строительство коммерческой недвижимости;
2007 год — построено более 20 жилых комплексов. Доля BI Group на рынке первичной недвижимости Астаны составила 18 %. АО «BI Group» реорганизуется в холдинг, в структуре которого действуют строительный, производственно-промышленный, инвестиционный и девелопмент дивизионы;
2009 год — компания получила кредитную линию от фонда «Самрук-Казына» для сдачи жилых комплексов;
2010 год — участие в строительстве международного транспортного коридора «Западная Европа — Западный Китай». Строительство первого казахстанского автобана «Астана — Боровое»;
2011 год — начато возведение жилья премиум-класса, куда входят проекты по строительству домов клубного типа «Парижский квартал», «Миланский квартал», «Британский квартал». Завершено строительство инновационного для СНГ завода по выпуску скоростных вагонов «Тулпар-Тальго» в Астане. Освоение новых сегментов жилищного строительства;
2012 год — открытие представительств в Москве и Алматы. Начало строительства транскаспийского коридора — железнодорожных линий Бейнеу‒Шалкар и Аркалык‒Шубарколь. Создание корпоративного университета BI Group. Закончены работы по возведению станции Алтынколь — узла транснациональной магистрали «Жетыген-Коргас»;
2013 год — BI Group — крупнейшая строительная компания Казахстана с оборотом $1,2 млрд. В рамках подготовки к Astana EXPO-2017 компания является застройщиком инновационного проекта «Зеленый квартал», сертифицированного по одной из систем LEED.
2014 год — BI Group ‒ первая и единственная компания Казахстана, представленная в мировом рейтинге крупнейших застройщиков ENR Top-250 Global Contractors, 189 место;
2015 год — с оборотом $1,4 млрд компания поднялась на 25 позиций в мировом рейтинге застройщиков ENR Top-250 Global Contractors — 164 место. Доля компании на рынке первичной недвижимости в Астане достигла 52 %[38], доля в автодорожном строительстве Республики Казахстан — 20 %.
2016 год — выход на рынок нефтегазового строительства. В составе BI Group функционирует уже 3 компании, 16 дивизионов, реализуется более 85 проектов в Казахстане и странах СНГ. Впервые в истории Казахстана одной компанией построен 1 млн квадратных метров за год. Компания реализовала проект самого длинного моста в Казахстане — мост Нурлы Жол в Павлодаре.
Один из масштабных проектов компании, в котором задействованы специалисты и мощности BI Construction & Engineering — по расширению нефтяного месторождения Тенгиз — «Тенгизшевройл». В том числе — устьевая дорога, по которой будет происходить транспортировка модулей с моря на место строительства завода.
В апреле создан лоукостер BI Group — компания Nova City, которая специализируется на строительстве доступного жилья для широких слоев населения.. Он одобрен АО "Фондом недвижимости «Самрук-Казына» в рамках государственной программы инфраструктурного развития «Нурлы жол», также поддержан ЖССБ.
В июне создан новый дивизион «МЖК-Россия», с которым компания выходит на рынок ближнего зарубежья.
2017 год — EPC-партнерство, сотрудничество с международным бизнесом. Лидер рынка жилья в Алматы. Построено 4 млн кв. метров за всю историю компании. На базе корпоративного университета создан BI University. В составе BI Group ‒ 4 компании, 19 дивизионов. В портфеле группы ‒ 115 проектов в Казахстане и СНГ. Инвестиции в корпоративно-социальную ответственность ‒ $10 млн.
В этот же период BI Infra Construction стала совладельцем компании «Р-Восток», которая вела строительные работы на 12 проектах таких железнодорожных артерий как Байкало-Амурская (БАМ) и Транссибирская магистрали (ТСМ).
В августе холдинг BI Group сдал пятизвездочный отель «Хилтон» на территории выставочного комплекса «Астана ЭКСПО-2017», построенный за 8 месяцев. В официальной церемонии открытия принял участие Нурсултан Назарбаев.
2018 год — BI Group — лидер рынка жилья в Астане и Алматы. Построено 7 тысяч квартир за один год. За всю историю компании возведено 5 млн кв. метров жилья, объектов промышленной и социальной инфраструктуры.
В январе холдинг сдал свой первый международный проект в Грузии — дорогу, ведущую к историческим пещерам времен палеолита. Общая протяженность горной трассы — Орпири ‒ Цуцхвати ‒ Мгвиме в Имеретии составила 10 км.
К 20-летию столицы Казахстана компанией возведены: пешеходный мост через реку Есиль «Атырау көпірі», Ботанический сад Астаны и Парк отдыха «Жетысу».
Открыты зарубежные представительства компании в России, Саудовской Аравии и Турции. Создано цифровое подразделение компании BeInTech.
BI University получил государственную лицензию на образовательные услуги и вышел на рынок бизнес-образования.
Впервые в истории СНГ в Астане проведена мировая гонка BI GROUP IRONMAN 70.3 Astana.
2019 год — компанией BI Development продано 740 тыс. м² жилья. В этот же период девелоперы вышли на рынок Шымкента.
BI Infra Construction проложила 1,7 тысяч километров автодорог республиканского и регионального значения, мостов и переходов, 700 километров железных дорог.
В июне BI Group заключил соглашение о партнерстве с греческой компанией Archirodon. Основные направления деятельности совместного предприятия — осуществление проектов в нефтегазовой и нефтехимической отраслях, тяжелой промышленности, энергетике, реализация морских проектов, водоочистных сооружений и опреснительных установок в Казахстане, России, Туркменистане, Узбекистане, Кыргызстане, Таджикистане, Азербайджане, Армении, Беларуси, Молдове, Грузии и Украине.
В сентябре компания запустила завод по объемно-блочному домостроению (ОБД) на 200 тыс. кв. метров ModeX. Завод сокращает срок строительства одного ЖК с 16 месяцев до 6-ти. Каждая комната завода представляет собой готовый блок, в котором производится чистовая отделка.
В октябре BI Infra Construction сдала в эксплуатацию взлетно-посадочную полосу аэропорта г. Костанай.
В ноябре холдинг BI Group завершил строительство нескольких архитектурных объектов в Туркестане — административно-деловой центр, площадь «Нур-Султан» и медиацентр «Алатау». В этом же месяце компания сдала первый жилой комплекс в г. Атырау.
2020 год — в марте холдинг BI Group и ведущий девелопер Узбекистана Murad Buildings объявили о создании совместной строительной компании NRG. Их первым проектом стал «умный» жилой комплекс NRG OYBEK, в который инвестируют 33 миллиона долларов.
В апреле BI Group сдал в эксплуатацию инфекционную больницу в Астане, на возведение которой ушло 13 дней. Госпиталь для зараженных коронавирусом на 200 мест (из них 20 — для интенсивной терапии) оснащен современными биохимическими лабораториями, кабинетами рентгена и компьютерной томографии.
2021 год – холдинг развивает компетенции на базе СП SemАrco, созданного в партнерстве с международной группой Archirodon.  Выигрывает и подписывает EPC-F контракт с турецкой компанией Yildirim Holding по строительству завода кальцинированной соды Qazaq Soda в Жамбылской области.
Холдинг представил рынку новый формат жилья – бигвилль – который предполагает комплексное освоение территории с полным благоустройством и инфраструктурой.
В сентябре 2021 года компания сдала в эксплуатацию первые две инновационные школы BINOM, построенные в Астане по схеме частно-государственного партнерства. Еще три школы были открыты в декабре.
2022 год – введено в строй 16 тыс. квартир.
2023 год – BI Development сдал рекордные 1,6 млн кв. м. жилья и сохранил лидирующие позиции на ключевых рынках РК. Вышла на рынок Узбекистана под собственным брендом и анонсировала флагманский проект – ЖК Botanika Saroyi. В Узбекистане компания вошла в ТОП-3 застройщиков. В сентябре BI Development разместил облигации на Астанинской международной бирже (AIX), общая сумма составила $13.5 млн.
BI Construction&Engineering вышла на рынки Актобе, Уральска, Караганды, Семея. В Туркестанской области построила два стратегических объекта – магистральный канал (59 км) и солнечная электростанция Shaulder Solar Plant 50MW, заказчиком которой выступила международная компания ENI.
Сданы в эксплуатацию центры инновационного творчества в Алматы, мост Тәуелсіздік в Астане, smart-центр в Костанае, конгресс-холл и дворец школьников в Шымкенте. Построены и запущены две школы BINOM в Атырау.
Основные рынки — Астана (+Modex), Алматы, Атырау, Шымкент, Ташкент.
Агентство S&P подтвердило рейтинг платежеспособности BI Group на уровне В-/В с изменением прогноза на «стабильный». Согласно стратегии, холдинг намерен войти в ТОП-100 строительных компаний мира, достигнув оборота в $2 млрд.

## Деятельность
Холдинг BI Group представлен в двух направлениях строительного бизнеса: генподрядные и девелоперские проекты.
Среди реализуемых и реализованных проектов компании:
- Сухой порт Специальной экономической зоны «Хоргос ‒ Восточные Ворота»[87];
- Железнодорожные линии Шалкар ‒ Бейнеу и Аркалык ‒ Шубарколь[88];
- Мостовой переход через реку Иртыш в Павлодарской области[89];
- Завод по строительству скоростных вагонов Тулпар — Talgo[90];
- Балхашская ТЭЦ[91];
- Сеть Назарбаев Интеллектуальных школ в областных центрах Казахстана[92].
- Пешеходный мост через реку Есиль «Атырау көпірі»;
- Ботанический сад Астаны;
- Парк отдыха «JETІSÝ»;
- Стадион на 7 тыс. мест «Turkistan Arena»;
- Парк отдыха «ChanErke Maxichai»
- Wind Farm Badamsha — Ветровая электростанция Бадамша;
- High School of Burabay iQanat в поселке Боровое;
- Завод нового поколения ModeX. Астана;
- Hampton by Hilton г. Туркестан;
- Легкоатлетический СК Qazaqstan;
- Медиацентр в г. Туркестан;
- Сеть инновационных школ BINOM;
- Городской инфекционный центр в г. Астана.
- Медиацентр в г. Туркестан[93]
- Городской инфекционный центр в г. Астана

## Благотворительная деятельность
Корпоративный фонд «BI-Жұлдызай» создан холдингом BI Group в 2005 году. Фонд оказывает материальную, социальную и медицинскую помощь детям с особыми потребностями.
Один из проектов фонда — Медицинский реабилитационный центр «Жұлдызай». За 10 лет работы в МРЦ «Жұлдызай» 13 500 детей с особыми потребностями прошли комплексную реабилитацию, менторами проведены 38 000 консультаций, прооперирован 986 ребенок, 500 врачей прошли обучение на мастер-классах, 153 ребенка сделали свои первые шаги и 73 малыша произнесли свои первые слова.
Ежегодно фонд проводит фестиваль «Жұлдызай», в котором принимают участие дети с особыми потребностями в возрасте от 10 до 18 лет. В 2023 году фестиваль объединил 1000 особенных детей и транслировался в прямом эфире республиканского телеканала «Хабар».

## Разработки холдинга в области IT
BI Partners — веб-портал и мобильное приложение, где зарегистрированы более 30 тысяч пользователей-партнёров. С его помощью подписано договоров на общую сумму 557 млрд тенге. В число партнеров вошло свыше 250 подрядных организаций.
Центральная диспетчерская система (ЦДС) — собственная разработка BI Group, это своего рода внутренний Uber для закупа услуг тяжелой техники, благодаря которому компании удалось снизить расходы на транспорт и механизацию за последние 3-4 года в строительстве жилья на 30 %. Свыше 400 владельцев техники зарегистрированы на этом портале и работают по принципу оперативного отклика на объявление.
В октябре 2020 года была проведена презентация новых IT-продуктов и экосистемы BI Ecosystem, в рамках которой был представлен усовершенствованный продукт BIG App — приложение для клиентов BI Group.
Также в 2020 году состоялся запуск проекта BI Click — мобильного онлайн-сервиса по приобретению недвижимости.
В 2021 году совместно с Altyn Bank компания создала продукт "Цифровая ипотека", который позволяет получить одобрение в течение 30 минут без посещения банка.